# Tinea perisepta
Tinea perisepta är en fjärilsart som beskrevs av Edward Meyrick 1922. Tinea perisepta ingår i släktet Tinea och familjen äkta malar.
Artens utbredningsområde är Ecuador. Inga underarter finns listade i Catalogue of Life.